# 斜鱗笛鯛屬
斜鱗笛鯛屬，為刺尾鯛目笛鯛科的一屬，傳統上歸類於鱸形目。

## 分類
本屬屬於笛鯛亞科，並包含2個種：
- 李維氏斜鱗笛鯛 Pinjalo lewisi Randall, Allen & Anderson, 1987：又稱李氏斜鱗笛鯛。
- 斜鱗笛鯛 Pinjalo pinjalo (Bleeker, 1850)

## 外部連結
- 维基共享资源上的相關多媒體資源：斜鱗笛鯛屬